# 劉佩玲
劉佩玲，美國加利福尼亞大學柏克萊分校博士，目前為國立臺灣大學應用力學研究所教授、智慧生活科技整合與創新研究中心主任等數職。

## 現職
- 國立台灣大學智慧生活科技整合與創新研究中心主任（2008.4-迄今）[3][4]
- 國立臺灣大學應用力學研究所教授（1989.09—迄今）。

## 研究領域
- 彈性力學、應力波動學、材料力學。

## 榮譽
- 國科會傑出研究獎(1994、1997-1998、1998-1999、2000-2001)
- 中國工程師學會傑出工程教授獎 (2005)
- 國科會大專學生參與專題研究研究創作獎指導教授（2003、2004、2006）
- 台大教學優良獎（1999、2000、2006、2008、2009、2010）

## 外部連結
- 台大應力所劉佩玲教授網頁